# Eugen Sänger
Eugen Sänger (22 tháng Chín năm 1905 – 10 tháng Hai năm 1964) là kỹ sư hàng không vũ trụ người Áo được biết đến nhiều nhất nhờ những nghiên cứu của ông về thân nâng và động cơ ramjet.

## Khởi đầu
Sänger sinh ra tại một thị trấn khai mỏ cũ Preßnitz (Přísečnice), gần Komotau vùng Bohemia, Đế quốc Áo-Hung. Ông học kỹ sư dân dụng tại Đại học Kỹ thuật Graz và Viên. Khi còn là sinh viên, ông đã được đọc cuốn sách của Hermann Oberth tựa đề Die Rakete zu den Planetenräumen ("Tiến vào không gian liên hành tinh bằng tên lửa"), cuốn sách đã thúc đẩy ông chuyển ngành học từ kỹ sư xây dựng sang ngành hàng không. Ông cũng tham gia hội tên lửa nghiệp dư tại Đức Verein für Raumschiffahrt (VfR – "Society for Space Travel") do Oberth thành lập.
Năm 1932 Sänger trở thành thành viên của SS và cũng là thành viên của Đảng Công nhân Đức Quốc gia Xã hội chủ nghĩa.
Sänger chế tạo phương tiện bay bằng tên lửa, làm luận văn của mình, nhưng trường Đại học không công nhận do nó phi thực tế.
Sänger được phép tốt nghiệp khi anh nộp một bài báo tầm thường hơn nhiều về trạng thái tĩnh của các giàn cánh. Sänger sau đó đã xuất bản luận án bị từ chối của mình với tựa đề Raketenflugtechnik ("Kỹ thuật bay tên lửa") vào năm 1933. Năm 1935 và 1936, ông xuất bản các bài báo về chuyến bay bằng tên lửa cho tạp chí Flug ("Chuyến bay") của Áo. Những bài báo của ông đã thu hút sự chú ý của Reichsluftfahrtministerium (RLM, hay "Bộ Hàng không Đế chế") do coi ý tưởng của Sänger là phương thức chế tạo máy bay ném bom có khả năng tấn công đến nước Mỹ (dự án Amerikabomber). RLM cung cấp cho ôngvieenje nghiên cứu tiêng gần Braunschweig và cũng xây dựng nhà máy ô xy lỏng và một cơ sở thử nghiệm động cơ có lực đẩy 100 tấn. Vào thời điển này, việc tuyển dụng Sänger bị Wernher von Braun phản đối, coi ông là một mối đe dọa cho sự thống trị trong lĩnh vực nghiên cứu tên lửa của mình.

## Máy bay ném bom dưới quỹ đạo
Sänger đồng ý lãnh đạo một nhóm nghiên cứu tên lửa tại Lüneburger Heide năm 1936. Ông dần phát triển một loại máy bay ném bom cất cánh từ đường ray nhờ tên lửa đẩy khởi tốc, bản thân máy bay cũng sẽ có động cơ riêng giúp nó leo cao tới rìa khí quyển và sau đó trượt dọc theo tầng bình lưu. Máy bay sẽ không thực sự bay lên tới quỹ đạo, mà nó trượt trên tầng cao của bầu khí quyển giúp nó có khả năng bay ở khoảng cách xa dựa theo một chuỗi những lần trượt như vậy. Thiết kế này được gọi dưới cái tên Silbervogel và hoạt động chủ yếu dựa trên lực đẩy tác dụng lên thân của máy bay để có thể thực hiện chuyến bay dưới quỹ đạo. Sänger được hỗ trợ trong việc tính toán nhờ Irene Bredt, người mà sẽ làm vợ ông vào năm 1951. Sänger cũng thiết kế cả động cơ tên lửa mà sẽ sử dụng trên máy bay của mình, có khả năng tạo ra 1 MN lực đẩy. Trong thiết kế này, ông là một trong những người tiên phong đưa ra gợi ý sử dụng nhiên liệu của tên lửa làm nguội động cơ, nhờ cho nó chạy vòng xung quanh vòn phun trước khi nó được đốt trong buồng đốt.
Đến năm 1942, Bộ công nghiệp hàng không Phát xít Đức hủy bỏ dự án cùng với các thiết kế lý thuyết do tập trung vào các công nghệ đã chín muồi. Sänger được gửi tới làm tại Deutsche Forschungsanstalt für Segelflug (DFS, hay "German Gliding Research Institute"-"Viện nghiên cứu tàu lượn Đức"). Tại đây ông đã phát triển nhiều kỹ thuật quan trọng trên động cơ ramjet, và làm việc trên máy bay đánh chặn Skoda-Kauba Sk P.14, cho đến khi kết thúc World War II.

## Sau chiến tranh
Sau khi chiến tranh kết thúc, Sänger làm việc cho Chính phủ Pháp và vào năm 1949 thành lập Fédération Astronautique. Trong khi còn làm việc ở Pháp, Sänger là đối tượng của tình báo Liên Xô. Joseph Stalin đã cử con trai là Vasily và nhà khoa học Grigori Tokaty đến để mời ông về làm việc cho Liên Xô, nhưng đã không thành công. Có thông tin cho rằng Stalin đã chỉ đạo NKVD bắt cóc ông.
Năm 1951, ông trở thành Chủ tịch đầu tiên của International Astronautical Federation. Cùng năm đó, ông cưới Tiến sĩ Irene Bredt, cũng là nhà khoa học tên lửa, người đã giúp đỡ ông trong thiết kế Silbervogel.

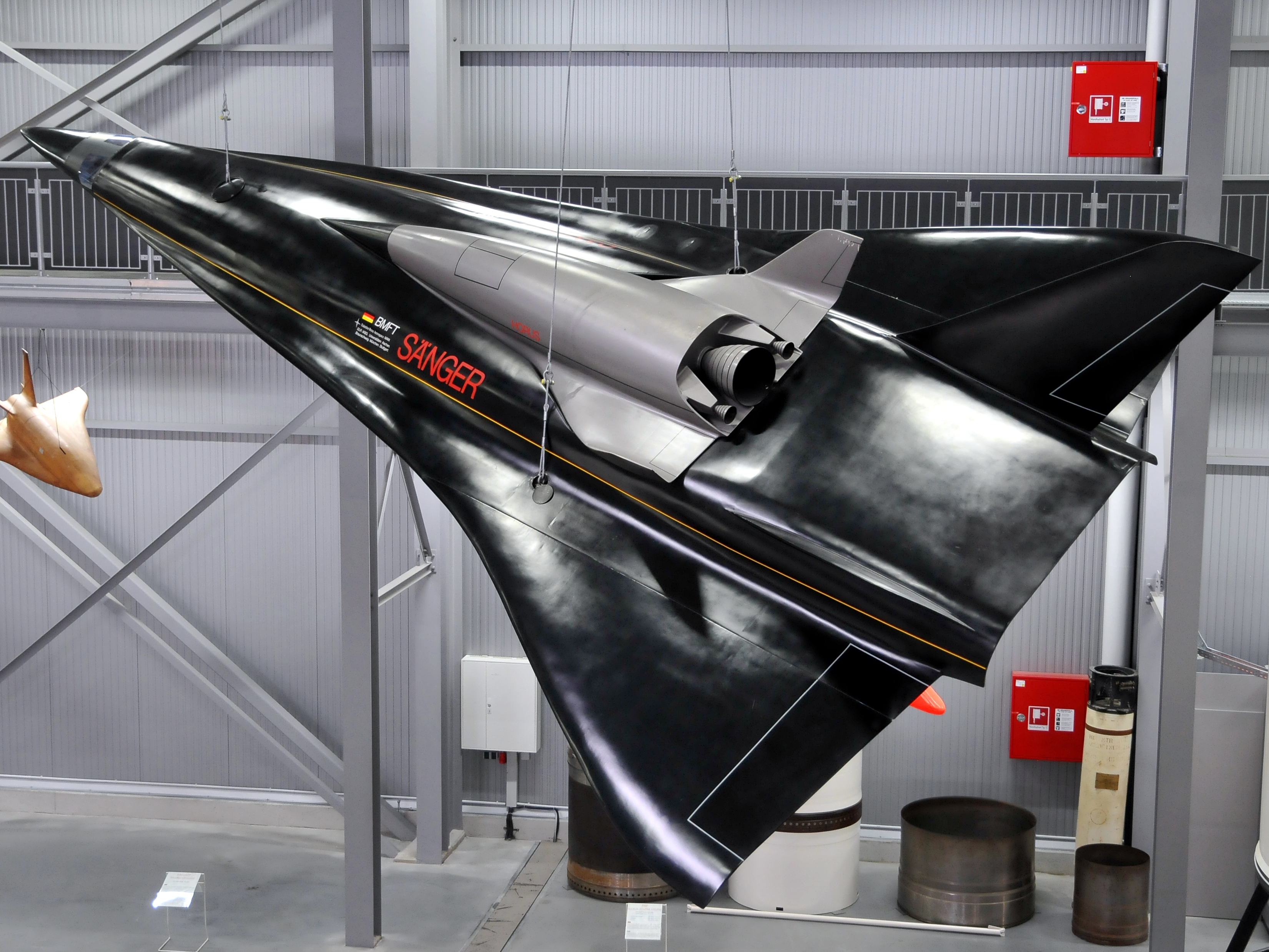
Mô hình máy bay Sänger II tại Technik Museum Speyer

Năm 1954, Sänger quay trở lại Đức và ba năm sau trở thành Giám đốc viện nghiên cứu lực đẩy phản lực tại Stuttgart. Từ năm 1961 đến 1963 ông là cố vấn cho Junkers trong thiết kế tàu vũ trụ sử dụng động cơ ramjet, nhưng không có thiết kế nào được chế tạo thực tế. Năm 1963, ông trở thành giáo sư toàn phần tại Đại học Kỹ thuật Berlin, ông đã đảm nhận chức vụ này cho đến khi qua đời. Các khám phá lý thuyết của Sänger trong giai đoạn này đã khai phá khả năng sử dụng photon cho động cơ đẩy tàu vũ trụ du hành liên hành tinh trong các hệ thống đẩy laser và buồm mặt trời.
Năm 1960, ông đã giúp Cộng hòa Ả Rập Thống nhất phát triển tên lửa Al-Zafir.
Ông qua đời tại Berlin, năm 1964. Mộ của Sänger nằm tại nghĩa trang "Alter Friedhof" vùng Stuttgart-Vaihingen. Những nghiên cứu của ông trên máy bay Silbervogel đã là tiền đề cho việc phát triển X-15, X-20 Dyna-Soar, và Space Shuttle programs.

### Books and technical reports
- Sänger, Eugen (1956). Zur Mechanik der Photonen-Strahlantriebe. München: R. Oldenbourg. tr. 92.
- Sänger, Eugen (1957). Zur Strahlungsphysik der Photonen-Strahlantriebe und Waffenstrahlen. München: R. Oldenbourg. tr. 173.
- Sänger, Eugen (1933). Rocket Flight Engineering. (Washington, 1965): NASA Tech. Trans. F-223.{{Chú thích sách}}:  Quản lý CS1: địa điểm (liên kết)
- Sänger, Eugen; Irene Sänger-Bredt (tháng 8 năm 1944). "A Rocket Drive For Long Range Bombers" (PDF). Astronautix.com. Bản gốc (PDF) lưu trữ ngày 14 tháng 6 năm 2006. Truy cập ngày 17 tháng 1 năm 2008.
- Saenger, Hartmut E and Szames, Alexandre D, From the Silverbird to Interstellar Voyages, IAC-03-IAA.2.4.a.07.
- Sänger, Eugen; trans, Karl Frucht (1965). Space Flight: Countdown for the Future. New York: McGraw-Hill.
- Dressel, Joachim & Griehl, Manfred (tháng 1 năm 1990). "Un bombardier spatial... en 1940" [A Space Bomber... in 1940]. Le Fana de l'Aviation (bằng tiếng Pháp). Số 242. tr. 35–38. ISSN 0757-4169.
- Duffy, James P. (2004). TARGET: AMERICA : Hitler's Plan to Attack the United States. Praeger. ISBN 0-275-96684-4.
- Shayler, David J. (2005). Women in Space – Following Valentina. Springer. ISBN 1-85233-744-3.

### Other
- Westman, Juhani (2006). "Global Bounce". Bản gốc lưu trữ ngày 9 tháng 10 năm 2007. Truy cập ngày 17 tháng 1 năm 2008.
- Wade, Mark. "Eugen Albert Saenger". Astronautix.com. Bản gốc lưu trữ ngày 13 tháng 10 năm 2007. Truy cập ngày 17 tháng 1 năm 2008.